# Still Got the Blues
Still Got The Blues är ett studioalbum av den brittiske (nordirländske) blues- och rockartisten Gary Moore, utgivet 1990. Albumet har en tydlig blueskaraktär istället för den hårdrock och irländsk folkmusik som på hans tidigare album. Stora bluesnamn som gästspelar på följande låtar i detta album är Albert Collins på "Too Tired" och Albert King som är med på "Oh Pretty Woman". En annan gäst på plattan är förre The Beatles medlemmen George Harrison spelar slidegitarr på låten That Kind Of Woman och som han skrev just för Gary Moore som tack för hjälpen med att spela leadguitar på Traveling Wilburys album Traveling Wilburys Vol. 3

## Låtlista
1. Moving On - 2:39 (Gary Moore)
2. Oh Pretty Woman - 4:24 (A.C Williams) - Featuring Albert King
3. Walking By Myself - 2:56 (Jimmy Rodgers)
4. Still Got The Blues - 6:11 (Gary Moore)
5. Texas Strut - 4:51 (Gary Moore)
6. Too Tired - 2:50 (Johnny "Guitar" Watson / Maxwell Davis / Saul Bihari) - Featuring Albert Collins
7. King Of The Blues - 4:36 (Gary Moore)
8. As The Years Go Passing By - 7:45 (Dan Malone)
9. Midnight Blues - 4:58 (Gary Moore)
10. That Kind Of Woman - 4:31 (George Harrison) - Featuring George Harrison
11. All Your Love - 3:42 (Otis Rush)
12. Stop Messin’Around - 3:42 (Peter Green)
Spår 13 - 17 år bonusspår på 2003 års digitally remastered edition / nyutgåva
Dessa bonusspår var tidigare utgivna som CD-singelspår.
13. The Stumble - 3:00 (Freddie King / Sonny Thompson) - Från Oh Pretty Woman CD-Singel VSCDT 1233
14. Left Me With The Blues - 3:05 (Gary Moore) - Från Still Got The Blues CD-Singel VSCDT 1267 och CD-Singel VSCDX 1267
15. Further On Up The Road - 4:08 (Joe Veasey / Dan Robey) - Från Still Got The Blues CD-Singel VSCDT 1267 och CD-Singel VSCDX 1267
16. Mean Cruel Woman - 2:47 (Gary Moore) - Från Still Got The Blues CD-Singel VSCDX 1267
17. The Sky Is Crying - 4:53 (J. Robinson / Clarence Lewis / Elmore James) - Från Still Got The Blues CD-Singel VSCDT 1267 och CD-Singel VSCDX 1267

## Medverkande musiker på albumet
- Gary Moore - Lead vocals, Lead Guitar And Rhythm Guitars
- Albert Collins - Guitar
- Albert King - Guitar
- George Harrison - Slide Guitar, Rhythm Guitar, Backing Vocals
- Bob Daisley - Bass Guitar
- Andy Pyle - Bass Guitar
- Brian Downey - Drums
- Graham Walker - Drums
- Mick Weaver - Piano
- Don Airey - Keyboard Instrument|Keyboards
- Nicky Hopkins - Keyboards
- Martin Drover - Trumpet
- Stuart Brooks - Trumpet
- Raul d'Oliveira - Trumpet
- Frank Mead - Saxophone
- Nick Payn - Saxophone
- Nick Pentelow - Saxophone
- Andy Hamilton - Saxophone
- Gavyn Wright - Strings

## CD-Singlar från albumet
Oh Pretty Woman - Virgin CD-Singel VSCDT 1233 (1990)
1. Oh Pretty Woman - 4:27 (A.C. Williams)
2. King Of The Blues - 4:44 (Gary Moore)
3. The Stumble - 2:57 (Freddie King / Sonny Thompson) - Detta spår är endast med på denna CD-Singel.

Still Got The Blues (For You) - Virgin CD-Singel VSCDT 1267 (1990)
1. Still Got The Blues (For You) - 4:11 (Gary Moore) - Samma inspelning som på albumet, men på CD-singel versionen är den avkortad och nedtonad mot slutet.
2. Left Me With The Blues - 3:05 (Gary Moore) - Detta spår är endast med på denna CD-Singel.
3. Further On Up The Road - 4:08 (Joe Veasey / Dan Robey) - Detta spår är endast med på denna CD-Singel.
4. The Sky Is Crying - 4:53 (Gary Moore) - Detta spår är endast med på denna CD-Singel.

Still Got The Blues (For You) - Virgin CD-Singel VSCDX 1267 (1990)
1. Still Got The Blues (For You) - 4:11 (Gary Moore) - Samma inspelning som på albumet, men på CD-singel versionen är den avkortad och nedtonad mot slutet.
2. Left Me With The Blues - 3:05 (Gary Moore) - Detta spår är samma spår som på "Still Got The Blues (For You)" - Virgin VSCDT 1267 CD-Singel.
3. Mean Cruel Woman - 2:47 (Gary Moore) - Detta spår är endast med på denna CD-Singel.
4. The Sky Is Crying - 4:53 (Gary Moore) - Detta spår är samma spår som på "Still Got The Blues (For You)" - Virgin VSCDT 1267 CD-Singel.

Walking By Myself - Virgin CD-Singel VSCDT 1281 (1990)
1. Walking By Myself - 2:56 (Jimmy Rodgers)
2. All Your Love - 3:42 (Otis Rush)
3. Still Got The Blues (For You) - 6:59 (Gary Moore) (LIVE At The Sportshalle, Cologne 5th Of June 1990) - Detta spår är endast med på denna CD-Singel.
4. Walking By Myself - 4:10 (Jimmy Rodgers) (LIVE At The Hammersmith Odeon, London 10th Of May 1990) - Detta spår är endast med på denna CD-Singel.

Walking By Myself - Virgin CD-Singel VSCDX 1281 (1990)
1. Walking By Myself - 2:56 (Jimmy Rodgers)
2. Too Tired - 4:27 (Johnny "Guitar" Watson / Maxwell Davis / Saul Bihari) (LIVE At The Hammersmith Odeon, London 10th Of May 1990 - Featuring Albert Collins) - Detta spår är endast med på denna CD-Singel.
3. Still Got The Blues (For You) - 6:59 (Gary Moore) (LIVE At The Sportshalle, Cologne 5th Of June 1990) - Detta spår är endast med på denna CD-Singel.
4. Walking By Myself - 4:10 (Jimmy Rodgers) (LIVE At The Hammersmith Odeon, London 10th Of May 1990) - Detta spår är endast med på denna CD-Singel.

Too Tired - Virgin CD-Singel VSCDT 1306 (1990)
1. Too Tired - 2:50 (Johnny "Guitar" Watson / Maxwell Davis / Saul Bihari) - Featuring Albert Collins
2. All Your Love - 4:05 (Otis Rush) (LIVE At The Hammersmith Odeon, London 10th Of May 1990 - Featuring Albert Collins) - Detta spår är endast med på denna CD-Singel.
3. The Stumble - 2:57 (Freddie King / Sonny Thompson) - Samma studioinspelning / spår som på "Oh Prety Woman" - Virgin VSCDT 1233 CD-Singel.
4. Too Tired - 4:27 (Johnny "Guitar" Watson / Maxwell Davis / Saul Bihari) (LIVE At The Hammersmith Odeon, London 10th Of May 1990 - Featuring Albert Collins)

Too Tired - Virgin CD-Singel VSCDX 1306 (1990)
1. Too Tired - 2:50 (Johnny "Guitar" Watson / Maxwell Davis / Saul Bihari) - Featuring Albert Collins
2. Oh Pretty Woman - 4:07 (A.C. Williams) (LIVE At The Hammersmith Odeon, London 10th Of May 1990 - Featuring Albert Collins) - Detta spår är endast med på denna CD-Singel.
3. Texas Strut - 4:51 (Gary Moore)
4. Cold Cold Feeling - 7:18 (Jessie Mae Robinson) (LIVE At The Hammersmith Odeon, London 10th Of May 1990 - Featuring Albert Collins) - Detta spår är endast med på denna CD-Singel.